# 华盛顿·阿戈
华盛顿·阿戈·门迪扎巴尔（西班牙語：Washington Hagó Mendizábal；1949年12月—），厄瓜多尔道莱人，外交官、商人，厄瓜多尔华人，祖籍广东中山，2007年至2010年间曾担任厄瓜多尔驻中华人民共和国大使。

## 生平
1949年12月，华盛顿·阿戈出生，父亲是1920年代到厄瓜多尔谋生的陈姓广东人，母亲是厄瓜多尔人。阿戈4岁时，父亲离世。
2002年，华盛顿·阿戈继任厄瓜多尔中国商会会长职位，该商会由同为厄瓜多尔华人的塞贡多·王（Segundo Wong Mayorga）于1998年发起成立。2004年，华盛顿·阿戈委托广东省人民政府侨务办公室协助寻找在中山亲人。中山市外事侨务局很快便帮其确认，并将资料带到厄瓜多尔交给其本人。2005年10月，华盛顿·阿戈率商务代表团到广州参加第98届中国进出口商品交易会（广交会），商务代表团是一个有50多人的商业采购团。2005年10月24日，首次到中国广东寻根的阿戈，在省侨办和中山侨务局的协助下，到访故乡中山市南朗镇茶东村，访问祖屋和陈氏宗祠，并得知父亲的中文名。2006年4月，他再次到访茶东村，通过陈氏族谱了解到父亲、祖父、曾祖父等先辈的名字，并认识了同一支系的两位堂兄弟。2007年，华盛顿·阿戈卸任厄中商会会长职务。2006年11月，他受聘为广东省海外交流协会理事。
2007年，华盛顿·阿戈被厄瓜多尔总统拉斐尔·科雷亚任命为厄瓜多尔驻中华人民共和国大使。2007年11月15日，华盛顿·阿戈向中华人民共和国主席胡锦涛递交国书。在任期间，华盛顿·阿戈顺利地加强中厄两国间的外交和商业关系，厄瓜多尔在上海、广州设立总领事馆，促进中国对厄瓜多尔投资。2008年1月时，华盛顿·阿戈曾携夫人莫尼卡·罗达斯以及大使馆官员第三次到南朗镇茶东村寻根。2010年，华盛顿·阿戈从大使馆离任。
2010年，他第二次受聘为广东省海外交流协会理事。2014年，阿戈连续第三届被聘为广东省海外交流协会理事。2019年，作为海外嘉宾代表出席首届华侨华人粤港澳大湾区大会。

## 备注
1. ↑  根据2019年11月报道中称其1个月后70岁整寿[1]推算